# بيدرو أليغرا
بيدرو أليغرا (بالإسبانية: Pedro Alegre)‏ هو راكب الكنو إسباني، ولد في 15 أغسطس 1961 في إرون في إسبانيا.

## وصلات خارجية
- بيدرو أليغرا على موقع اللجنة الأولمبية الدولية (الإنجليزية)
- بيدرو أليغرا على موقع أوليمبيديا (الإنجليزية)
- بيدرو أليغرا على موقع اللجنة الأولمبية الإسبانية (الإسبانية)